# Törnsiska
Törnsiska (Crithagra reichenowi) är en afrikansk fågel i familjen finkar inom ordningen tättingar.

## Utseende och läte
Törnsiskan är en relativt liten brun fink (11-12 cm) med tydlig gul övergump och gräddvitt ögonbrynsstreck. Fågeln liknar svartstrupig siska, men har vit istället för svart strupe. Vidare är den till skillnad från denna (och gulgumpad siska (C. xanthopygia) brunare ovan, har vitare och tydligare ögonbrynsstreck och kind samt är tydligt streckad på bröst och flanker. Sången består av en lång serie med fylliga melodiska drillar och visslingar.

## Utbredning och systematik
Törnsiska förekommer i Djibouti, Etiopien, sydöstra Sydsudan, södra Somalia, nordöstra Uganda, Kenya och Tanzania. Den behandlas som monotypisk, det vill säga att den inte delas in i några underarter.

### Artstatus
Törnsiska behandlades tidigare ofta som en underart till svartstrupig siska (C. atrogularis) eller gulgumpad siska (C. xanthopygia), men skiljer sig i utseenden och läten, och interagerar heller inte med svartstrupig siska där deras utbredningsområden överlappar. Mindre fåglar med ljusare undersida som förekommer i kustnära områden i öst har beskrivits som underarten hilgerti, men skillnaderna mot resten av populationen är mininala.

### Släktestillhörighet
Törnsiska placeras tidigare ofta i släktet Serinus, men DNA-studier visar att den liksom ett stort antal afrikanska arter endast är avlägset släkt med t.ex. gulhämpling (S. serinus).

## Levnadssätt
Törnsiska är lokalt vanlig i öppna skogar och fält, ofta i små grupper och tillsammans med gulstrupig siska (C. flavigula). Födan är inte särskilt väl studerat, men tros bestå av frön från örter och ett litet antal insekter. Även häckningbiologin är relativt okänd. Häckningssäsongen är mellan december och månadsskiftet juni/juli. Den bygger ett litet skålformat bo av växtfibrer, fjäderdun, gräs och spindelväv, och placerar det på en gren. Arten är huvudsakligen stannfågel, men uppträder även nomadiskt utanför häckningstid.

## Status och hot
Arten har ett stort utbredningsområde och en stor population med stabil utveckling och tros inte vara utsatt för något substantiellt hot. Utifrån dessa kriterier kategoriserar internationella naturvårdsunionen IUCN arten som livskraftig (LC).

## Namn
Fågelns vetenskapliga namn är en hyllning till tyska ornitologen Anton Reichenow (1847-1941). Tidigare kallades den reichenowsiska även på svenska, men tilldelades 2024 ett mer informativt namn av BirdLife Sveriges taxonomikommitté.